# Eurydike (Nymphe)

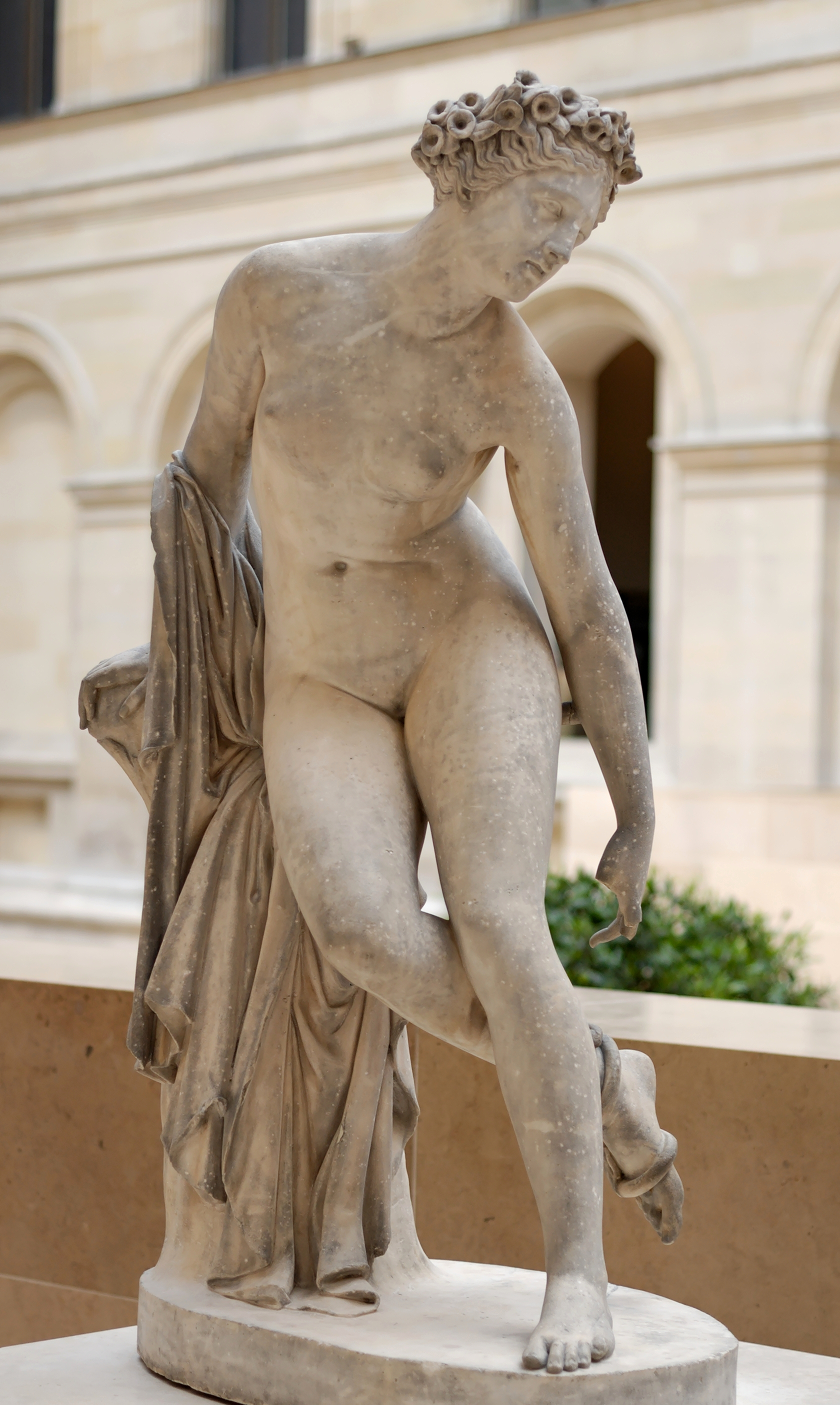
Charles-François Lebœuf: Eurydice mourante (1822)

Eurydike (altgriechisch Εὐρυδίκη Eurydíkē, deutsch ‚die weithin Richtende‘) ist eine thrakische Dryade, die im Zusammenhang mit Orpheus bekannt wurde. Von manchen auch Agriope, „die mit dem wilden Gesicht“, genannt, könnte sie nach Karl Kerényi auch Argiope, „die mit dem weißen Gesicht“, geheißen haben.
Sie heiratete Orpheus, nachdem er vom Argonautenzug zurückgekehrt war. Als Aristaios eines Tages versuchte, sie zu vergewaltigen, floh sie, trat dabei auf eine Schlange und starb an deren Biss. Dem magischen Klang seiner Lyra vertrauend folgte ihr Orpheus wehklagend in den Hades, das Totenreich der griechischen Mythologie. Es heißt, sogar der Fährmann Charon habe, um Orpheus zu folgen, den Kahn verlassen, mit dem er die Toten über den Acheron zu führen pflegte. Selbst der Höllenhund Kerberos bellte nicht mehr, und alle Verdammten wie Ixion, Tityos, Sisyphos, Tantalos und die Töchter des Danaos hatten für diese Zeit Ruhe von ihren Qualen. Auch Persephone war davon so angetan, dass sie Orpheus erlaubte, Eurydike unter der Bedingung, sich nicht nach ihr umzusehen, aus dem Hades herauszuführen. Weil er sich daran nicht hielt, wurde sie ihm von Hermes, dem Götterboten und Seelengeleiter, endgültig entrissen.